# 159
Glej tudi: število 159
159 (CLIX) je bilo navadno leto, ki se je po julijanskem koledarju začelo na nedeljo.

## Dogodki
- 1. januar

## Rojstva
- Gordijan I. - 28. cesar Rimskega cesarstva († 238)